# Tummel
Tummel är en musikgrupp från Malmö och Köpenhamn som spelar huvudsakligen egenkomponerad musik med influenser från klezmer och annan östeuropeisk festmusik, rock samt arabisk musik. Namnet "Tummel" kommer från språket jiddish och är det ljud eller oljud som uppstår vid ohämmat festande.

## Historia
Gruppen bildades 1997 på initiativ av Tobias Allvin och Sofi Håkansson (flöjt), som träffats på en klezmerkurs. Gruppens första sättning var därutöver Ola Ahlner (klarinett), Cissi Berg (trumpet), Pär Moberg, Stefan Möller (elbas) och Daniel Pergament Persson, trummor. Gruppens huvudsakliga repertoar bestod då av traditionella klezmerlåtar, kombinerat med enstaka egna låtar i samma stil. 
Efter inspelningen av en demokassett "Good Life mit Tummel" (1998) lämnade flera av gruppens medlemmar gruppen för att vidareutbilda sig inom musik, och Håkansson, Moberg och Pergament Persson startade om gruppen på nytt med de nya medlemmarna Annika Jessen (klarinett), Øivind Slaatto (tuba), och Edin Bahtijaragic. Tobias Allvin återkom dock som medlem 1999. 
Successivt ökade gruppen sin repertoar med fler egna låtar och fler influenser från annan östeuropeisk folkmusik, vilket manifesterades på första skivan OY (2001). Vid denna tid hade gruppen en stark anknytning till folkmusikutbildningen vid Musikhögskolan i Malmö, där flera av gruppens medlemmar studerade. I takt med att gruppmedlemmarnas kunskaper i östeuropeisk folkmusik fördjupades, så togs fler och fler former av influenser från östeuropeisk musik in, samtidigt som gruppen skrev allt mer av materialet själva. En utveckling som hörs tydligt på skivan Transit (2004), som innehåller en majoritet av egna låtar i ett vitt spektrum av stilarter. Gruppens rockinfluenser hade också blivit tydligare genom att Allvin allt oftare använder en distad elgitarr. 
Vid tiden för Transits utgivning hade Sofi Håkansson lämnat gruppen för att bo i England, och gruppen var en sextett. Året därpå, 2005, ersattes Allvin under ett år av Andreas Rudenå på gitarr och fiol medan Allvin studerade i Kiev, och när Allvin kom tillbaka beslöt sig gruppen för att behålla Rudenå som violinist, och gruppen blev återigen en septett. 
2007 lämnade Pergament gruppen, och han ersattes som trummis av Jonatan Nussbaum Aisen, som tidigare vikarierat i bandet. Gruppen började planera för en ny skiva, och en sådan spelades också in i nov 2007-jan 2008. Men Annika Jessen beslöt sig kort därefter för att lämna bandet, och skivan gavs därför aldrig ut. I stället togs sångaren Jens Friis-Hansen in i gruppen, och en radikal omorientering av bandets sound mot ett mera rockinfluerat sound skedde. En skiva med denna nya sättning, "Payback Time", med enbart eget material, släpptes 2009. På den medverkar även tubaisten Jonatan Ahlbom, sedan Slaatto råkat ut för en hjärnskakning 2008 och är sjukskriven på obestämd tid. 
Sedan starten har gruppen förutom i Sverige även turnerat i Danmark, Finland, Estland, Tyskland, England, Holland, Italien och Slovenien.
Tobias Allvin är även medlem i P3-Guld nominerade rockbandet Babian (musikgrupp) där han spelar gitarr och sjunger samt skriver all text.

## Medlemmar
- Jens Friis-Hansen - sång
- Edin Bahtijaragić - dragspel
- Pär Moberg - saxofon
- Tobias Allvin - gitarr och bouzouki
- Jonatan Ahlbom -  bastuba
- Jonatan Aisen - trummor och percussion
- Andreas Rudenå - fiol och gitarr

## Diskografi
- OY (2001)
- Transit (2004)
- Payback Time (2009)